# Ottelia luapulana
Ottelia luapulana är en dybladsväxtart som beskrevs av Symoens. Ottelia luapulana ingår i släktet Ottelia och familjen dybladsväxter. Inga underarter finns listade.